# Орисвилл

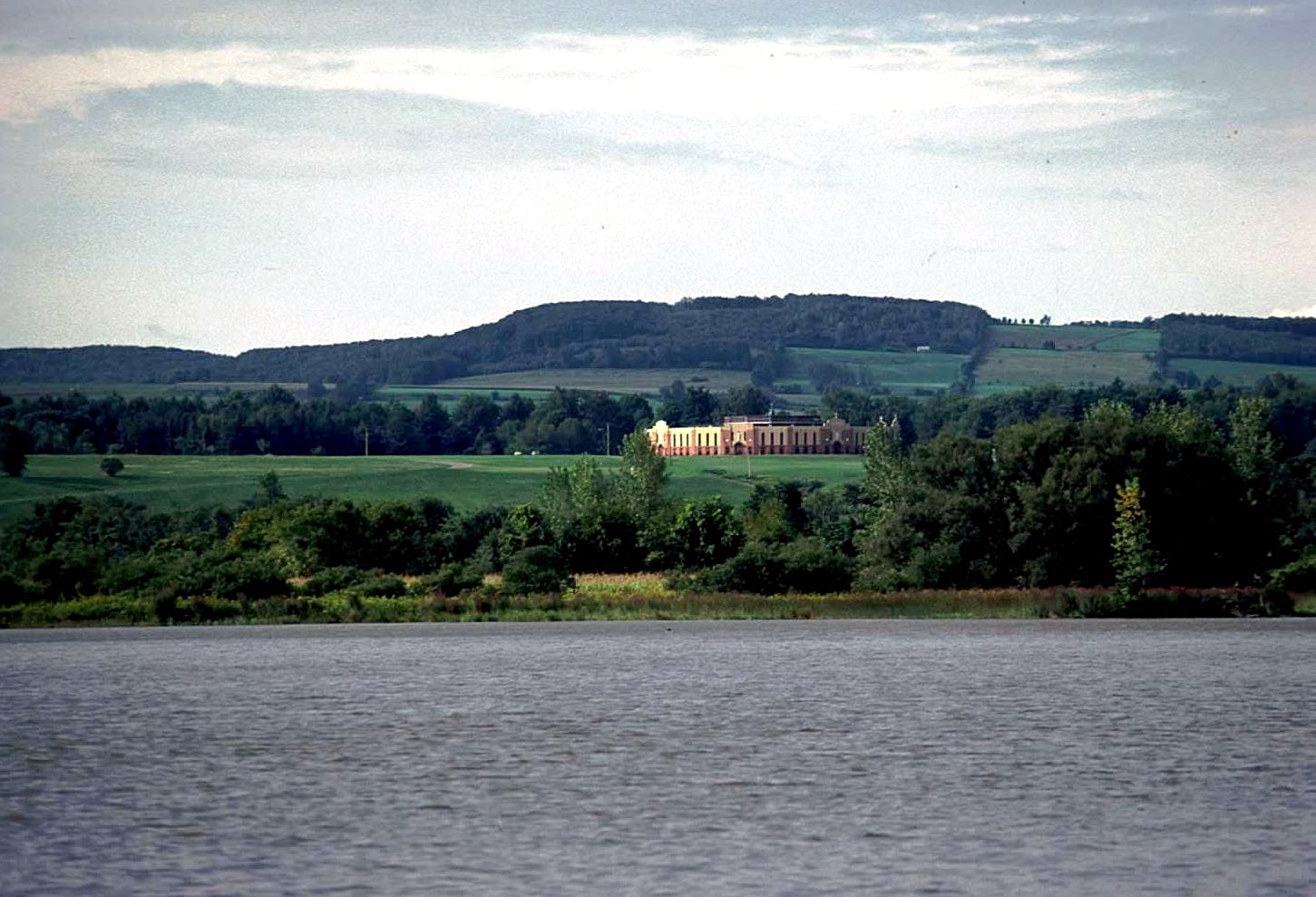
Орисвилл

Орисвилл (англ. Auriesville) — бывшее индейское селение Gandawaga или Caughnawaga индейцев могавков (в европейском варианте — Оссерненон), в настоящее время — центр католического паломничества, посвящённый канадским мученикам. Орисвилл располагается на берегу реки Мохок в северо-западной части города Глен, округа Монтгомери, штат Нью-Йорк, США. В Орисвилле находится Национальный санктуарий северомериканских мучеников.

## История
Орисвилл является предполагаемым местом гибели католических миссионеров-иезуитов Исаака Жога, Рене Гупиля и Жана де Лалана, пострадавших от рук индейцев из племени мохоки. Пленённые индейцами Исаак Жог и Рене Гупиль были доставлены на это место в 1642 году. Рене Гупиль был убит индейцами, а Исааку Жогу удалось бежать из плена. Предполагается, что в этом месте в 1644 году также находились пленные иезуиты Франсуа-Жозе Брессани и Жозе Понсе. Исаак Жог позднее вернулся в это место, чтобы проповедовать христианство индейцам и был убит ими здесь 18 октября 1646 года. Его спутник Жан де Лалан пытался на следующий день вынести тело убитого Иссака Жога и также погиб.
В 1666 году против мохоков была совершена карательная экспедиция и индейское селение было разрушено,а через год, в 1667 году здесь была основана католическая миссия иезуитами Жаком Фременом и Жаном Пьерроном. Эта миссия просуществвала до 1684 года, когда была разрушена индейцами.
Некоторые историки оспаривали расположение в данном месте индейского поселения. Историк Джон Гилмари Ши доказал, что индейское селение находилось на южном берегу реки Мохок и к западу от реки Скохари, о чём упоминали в своих письмах иезуиты Исаак Жог, Франсуа-Жозе Брессани и Жозе Посе. Исаак Жог писал, что селение располагалась на вершине холма и возле неё находился овраг, в котором в XIX веке нашли останки убитого Рене Гупиля.
В 1884 году священник церкви святого Иосифа из города Трой купил участок земли на холме, где была построена небольшая церковь Пресвятой Девы Марии Мучеников, после чего постепенно началось посещение верующими этого храма как места паломничества. После канонизации Исаака Жога и других миссионеров здесь был построен Санктуарий североамериканских мучеников.
Также считается, что в этих местах родилась католическая святая Катери Текаквита.

## Источник
- Herbermann Charles, Catholic Encyclopedia. Robert Appleton Company ed (1913)